# Hemerobius vnipunctatus
Hemerobius vnipunctatus är en insektsart som beskrevs av Müller 1764. Hemerobius vnipunctatus ingår i släktet Hemerobius och familjen florsländor. Inga underarter finns listade i Catalogue of Life.